# اولیس (فیلم ۱۹۶۷)
اولیس (انگلیسی: Ulysses) فیلمی است که در سال ۱۹۶۷ منتشر شد. از بازیگران آن می‌توان به مارتین دمپسی، فیونولا فلانگان و دیوید کلی اشاره کرد.